# 犀川通船

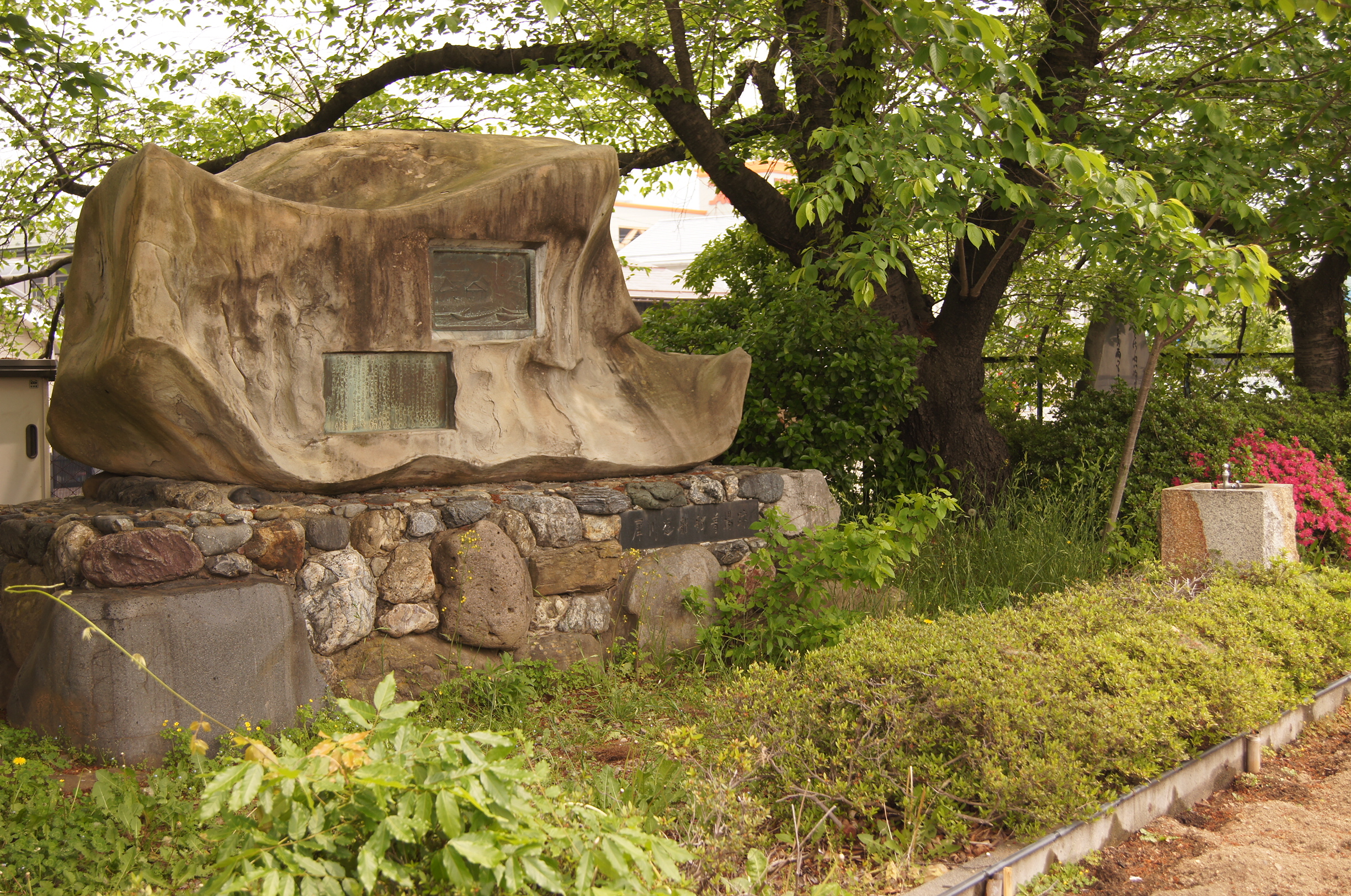
松本市巾上の女鳥羽川沿いにある犀川通船記念碑

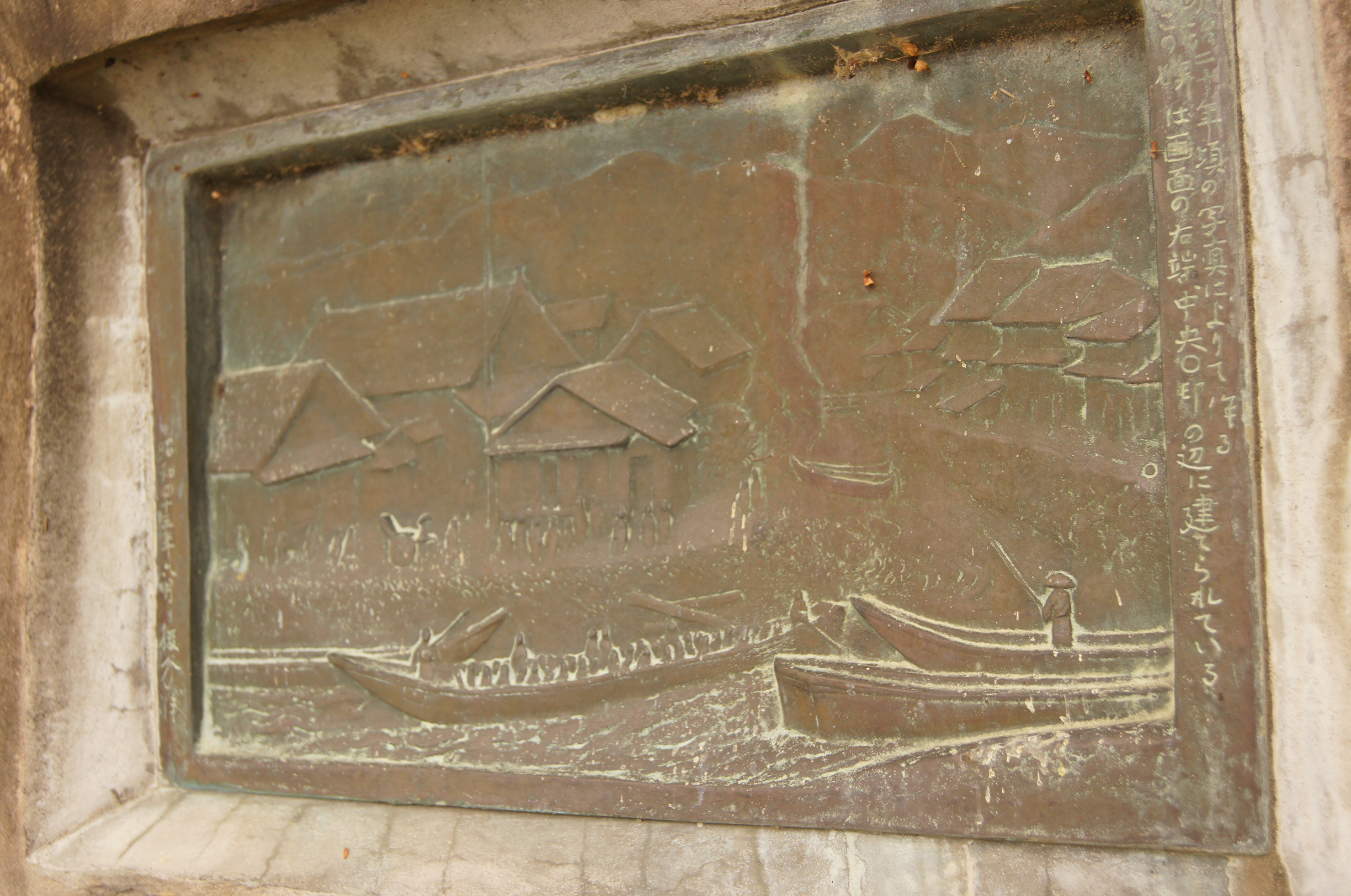
犀川通船記念碑のうち当時の写真を元にしたレリーフ部分

犀川通船（さいがわつうせん）は、信濃川水系犀川を利用した水運（河川舟運）事業で、江戸時代後期の天保3年（1832年）、信濃国筑摩郡白板村の庄屋・折井儀右衛門が江戸幕府の許可を得て開設した。かつて松本と上水内郡信州新町を結ぶ約60キロを7時間かけて下り、信州新町からは長野盆地や上田方面へ馬によって荷が運搬された。明治35年（1903年）に篠ノ井線が開通したことで衰微し、犀川沿いの陸路が完成したことで廃止された。

## 概要
犀川は江戸時代終わり頃から水運が盛んになった。文献によると、犀川通船は天保3年(1832)から開始されたが、それまでに北国西街道や千国街道の宿場の伝馬役や、中馬業者からの反対が強く最初通船願が出てから実に94年を要している。
- 元文4年(1739)の通船願
- 延享4年(1747)～寛延元年の通船願
- 宝暦10年(1760)の通船願
- 安永6年(1767)の通船願
- 文政5年(1822)～天保3年(1832)の通船願

### 示談成立
その後奉行のとりなしで交渉を重ね、ようやく天保3年1月28日示談が成立し通船を承認、次のような内容の規定書を取替わした。
```
一.宿継ぎ荷物は全部、たとい新規の物でも商人の買った物は船積みしない。
一.往来の旅人は勿論、武士の荷物、御用荷物、また懇意な者でも決して乗船しない。
一.通船品は米穀類、酒、麦、長木材、長竹、石、土瓦等宿方の支障にならない物に限る。
一.宿方では通船川筋へ見改所を設けて船荷を改め、もし取り極め以外の荷物を船積みしていたならば、
船荷品共に双方立合のもとに焼き捨て、通船を皆止める。

```

### 通船開始
儀右衛門は犀川の水量の少ない時は舟底をかみ難所もあることから、近国の諸川を見学、甲州富士川の航式をとり、同所より舟大工や船頭を雇い入れ、船幅を狭く船底を薄くし弾力を持たせた。